# Rawayana
Rawayana es una banda musical venezolana de reggae y pop en español, fundada en 2007 en Caracas. Está integrada por Alberto Beto Montenegro, Antonio Tony Casas, Andrés Fofo Estory y Alejandro Abeja Abeijón. Es reconocida por su combinación de reggae, salsa y ska. Se popularizaron en Venezuela después de su participación en el Festival Nuevas Bandas de 2010. La publicación de su álbum Licencia para ser libre y sus sencillos «Fuego azul» y «Algo distinto» los hizo popularizarse a nivel nacional.
La banda ha lanzado cinco álbumes de estudio y ha colaborado con artistas como Danny Ocean, Natalia Lafourcade, Bomba Estéreo, Los Amigos Invisibles, Monsieur Periné y Parcels. Se han presentado en festivales como Coachella y Lollapalooza, y han recibido un Latin Grammy y un Grammy.

## Historia

### Inicios y Festival Nuevas Bandas(2007-2010)
Rawayana nace en el 2007 en Caracas, Venezuela. Fundada por Monse, Alberto Montenegro y Tony Casas, quienes luego de tocar juntos por una temporada deciden incorporar al guitarrista Alejandro Abeijón y al baterista Rodrigo Michelangeli. Ya para mediados del 2009, bajo el Management y Booking de World Musical Madness, la agrupación comienza a presentarse en distintos locales de la capital venezolana, momento en el que deciden agregar como percusionista a Toño Casas Sr; padre del bajista y Andres Story (Percusión mayor). Unos pocos meses después, Rawayana es seleccionada entre cientos de bandas a nivel nacional para presentarse en el Festival Nuevas Bandas 2010. Este reconocimiento los lleva a compartir tarima con artistas como Viniloversus, La Vida Bohème, Los Mesoneros, Melendi, El Cuarteto de Nos, Los Mentas, Onechot, entre muchos otros.

### Licencia Para Ser Libre(2011-2012)
En 2011 lanza su primer trabajo discográfico llamado Licencia Para Ser Libre, grabado en los estudios de Segundo Piso en Caracas Venezuela, donde Eddie Cisneros trabajó como coproductor.  Este disco contó con un showcase y fue impulsado por la marca playera Quiksilver y el sello Peer Music. Este evento tomó lugar en el Hard Rock Café Caracas, asistiendo más de mil personas, se dio a conocer por su videoclip Fuego Azul, dirigido por Rodrigo Michelangeli y Johan Verhook, el cual contó con gran aceptación dentro del público venezolano, al igual que las canciones, «Falta Poco», «Algo Distinto» y «Gatos Oliva», los cuales le hacen recibir cuatro galardones en los Pepsi Awards de Venezuela: Mejor Artista Reggae del Año, Mejor Canción Reggae del Año con «Algo Distinto», Mejor video Reggae del Año y Mejor Disco Reggae del Año.

### Rawayanaland(2013)
En mayo de 2013, Rawayana sacó su segundo trabajo discográfico llamado Rawayanaland vía YouTube, y tiempo después se presentaría en físico. En el álbum se aprecian colaboraciones como las de José Luis Pardo (Dj Afro) (Ex-guitarrista de Los Amigos Invisibles), Natalia Lafourcade y MC Klopedia. Su Primer sencillo es Ay Ay Ay el video de esta canción fue dirigido por su exbaterista Rodrigo Michelangeli.
Su segundo sencillo es Hoy tema que tiene colaboraciones de Ramses (MCklopedia) y Psyco integrante de 4.º Poder.

### Trippy Caribbean(2016)
El 7 de octubre de 2016, Rawayana saca su tercer álbum titulado Trippy Caribbean. Su canción «High» con colaboración de Apache, llegó a ser reconocida por varios países de América y actualmente tiene 117 millones de reproducciones en YouTube. Este álbum les trajo reconocimiento internacional, y tuvieron giras en Norteamérica en el mes de marzo (Toronto, Nueva York, Boston, Philadelphia, Washington, Miami, Orlando) y Europa en mayo (Madrid, Barcelona, París, Londres) del 2017, además de fechas en países como Colombia (incluyendo el Festival Estéreo Picnic), Argentina, El Salvador, Panamá, Puerto Rico.

### Cuando los acéfalos predominan y ¿Quién trae las cornetas?(2020–2024)
En 2020 la banda saca el tema «Mi Amigo Luis», el primer single de lo que sería el cuarto álbum de la banda. A comienzos del 2021 sacan dos temas, «Camarones y Viniles» y «Welcome To El Sur», ambos con sus respectivos videos musicales y en abril del mismo año la banda anuncia el nombre del álbum, Cuando Los Acéfalos Predominan, con fecha de lanzamiento en el mes de mayo. El álbum es producido por Cheo Pardo y cuenta con colaboraciones de Los Amigos Invisibles, Fer Casillas, Akapellah, entre otros.
En el 2024, Rawayana, suspendió las 10 presentaciones en Venezuela días después de que el gobernante Nicolás Maduro criticó el contenido de su canción “Veneka” debido a que la palabra es usada con una connotación xenófoba en otros países de la región.

### Grammy a Mejor Álbum Latino yASTROPICAL(2025-presente)
El 27 de enero de 2025, Rawayana y Bomba Estéreo anunciaron ASTROPICAL, un nuevo proyecto musical conjunto.Tres días después, el "súpergrupo" lanzó Me Pasa (Piscis) , el primer sencillo de su álbum debut, que consta de 12 canciones inspiradas en los signos zodiacales. El álbum se lanzará el 7 de marzo y se presentará en vivo en el Festival Estéreo Picnic de Bogotá.
El 2 de febrero, la banda ganó el premio Grammy en la categoría de Mejor Álbum Latino de Rock o Alternativo por su más reciente producción "¿Quién trae las cornetas?", que contó con la colaboración de artistas como Servando Primera, Danny Ocean, Simón Grossmann, Eduardo Cabra, entre otros. Dicho premio fue otorgado por la Academia de la Grabación en una ceremonia donde Rawayana compitió con destacados artistas como Mon Laferte, Nathy Peluso, Cimafunk y El David Aguilar. 
Cuatro días después de recibir el Grammy, se lanzaron dos adelantos del álbum de ASTROPICAL: Una Noche en Caracas (Tauro) y Corazón Adentro (Escorpio). 

## Integrantes
Actuales
- Alberto «Beto» Montenegro (Voz, guitarra)
- Antonio «Tony» Casas (Bajo, coros)
- Andrés «Fofo» Story (Batería, coros)
- Alejandro «Abeja» Abeijón (Guitarra, coros)

Antiguos
- Rodrigo Michelangeli (Batería, Guitarra)
- Paola Peña (Guitarra, producción)
- Eddie Cisneros (Piano, producción)

## Discografía
| Fecha de lanzamiento | Formato          | Título                         |
| -------------------- | ---------------- | ------------------------------ |
| 2011                 | Álbum de estudio | Licencia para ser libre        |
| 2013                 | Álbum de estudio | Rawayanaland                   |
| 2016                 | Álbum de estudio | Trippy Caribbean               |
| 2021                 | Álbum de estudio | Cuando los acéfalos predominan |
| 2023                 | Álbum de estudio | ¿Quién trae las cornetas?      |
| 2025                 | Álbum de estudio | ASTROPICAL (con Bomba Estéreo) |